# Bodo Schulenburg
Bodo Schulenburg (* 28. Februar 1934 in Potsdam; † 30. August 2022) war ein deutscher Fernsehredakteur, -regisseur und Kinderbuchautor.

## Wirken
Schulenburg kam 1934 als Sohn eines Angestellten zur Welt. Im Anschluss an die Oberschule studierte er an der politischen Offiziersschule der NVA. Danach war er zunächst im Ministerium für Kultur tätig, bevor er als Redakteur und Regisseur für das DEFA Studio für Dokumentarfilme arbeitete. Er war Chefredakteur für Kinder- und Jugendfilm und leitete die Produktion des Sandmännchens. Seit 1979 ist er freier Schriftsteller. Er schrieb mehr als 40 Kinder- und Jugendbücher häufig mit historischem Hintergrund wie Markus und der Golem über Kinder im Holocaust und Hep! Das Feuer soll brennen! über einen Gerichtsprozess gegen Juden aus dem 16. Jahrhundert.  Daneben verfasste er um die 40 Hörspiele sowie Szenarien für Fernsehfilme und Kindertheaterstücke. Mehrfach wurde er mit dem DDR-Kinderhörspielpreis ausgezeichnet. Er erhielt außerdem den Kunstpreis der DDR (1971), den Kunstpreis der DSF (1984), die Erich-Weinert-Medaille, die Johannes-R.-Becher-Medaille in Gold und den Christoph-von-Schmid-Preis (1993).

## Hörspiele
Autor:
- 1969: Gesucht wird – Fritz Schmenkel – Regie: Detlef Kurzweg (Original-Hörspiel, Kinderhörspiel – Rundfunk der DDR)
- 1969: Liebe Claudia. Literarisches Porträt des Armeegenerals Heinz Hoffmann – Regie: Manfred Täubert (Originalhörspiel, Kinderhörspiel – Rundfunk der DDR)
- 1970: Der Nachtigallenstern – Regie: Christa Kowalski (Originalhörspiel, Kinderhörspiel – Rundfunk der DDR)
- 1970: Lieber Onkel Wolodja – Regie: Manfred Täubert (Originalhörspiel, Kinderhörspiel – Rundfunk der DDR)
- 1970: Vier Sätze zum Thema: Zeit zu träumen – Regie: Manfred Täubert (Originalhörspiel, Kinderhörspiel – Rundfunk der DDR)
- 1971: Mischa, Bammel und das Panzergeheimnis – Regie: Christa Kowalski (Hörspielbearbeitung, Kinderhörspiel – Rundfunk der DDR)
- 1971: Von einem, der auszog, das Lachen zu finden oder Wie ich eine Geschichte für Peter schrieb – Regie: Uwe Haacke (Originalhörspiel, Kinderhörspiel – Rundfunk der DDR)
- 1971: Warum das Teufelchen ein Luftschiff zaubert (1. Märchen) – Regie: Christa Kowalski (Originalhörspiel, Kinderhörspiel – Rundfunk der DDR)
- 1971: Des Teufelchens Wunderkraut (2. Märchen) – Regie: Christa Kowalski (Originalhörspiel, Kinderhörspiel – Rundfunk der DDR)
- 1972: Das lustige Teufelchen und die Zauberflöte (3. Märchen) – Regie: Detlef Kurzweg (Originalhörspiel, Kinderhörspiel – Rundfunk der DDR)
- 1972: Das lustige Teufelchen und das Pferd mit dem goldenen Haar (4. Märchen) – Regie: Detlef Kurzweg (Originalhörspiel, Kinderhörspiel – Rundfunk der DDR)
- 1972: Zaubern müsste man können – Regie: Manfred Täubert (Originalhörspiel, Kinderhörspiel – Rundfunk der DDR)
- 1972: Der Kinderbaum – Regie: Fritz-Ernst Fechner (Originalhörspiel, Kinderhörspiel – Rundfunk der DDR)
- 1974: Wie Holger seinen Zauberpfennig einlöste – Regie: Uwe Haacke (Originalhörspiel, Kinderhörspiel – Rundfunk der DDR)
- 1980: Übrig geblieben ist allein Tanja – Regie: Rüdiger Zeige (Originalhörspiel, Kinderhörspiel – Rundfunk der DDR)
- 1981: Stummel auf dem Zaun – Regie: Rüdiger Zeige (Originalhörspiel, Kinderhörspiel – Rundfunk der DDR)
- 1981: Gegeben am Tage – Schlag zu! (2 Teile) – Regie: Klaus Zippel (Originalhörspiel, Kinderhörspiel – Rundfunk der DDR)
- 1982: Eene, meene, ming, mang ... – Regie: Sieglinde Amoulong (Originalhörspiel, Kinderhörspiel – Rundfunk der DDR)
- 1982–86: Geschichten aus dem Hut (4 Folgen) – Regie: Manfred Täubert (Originalhörspiel, Kinderhörspiel, Kurzhörspiel – Rundfunk der DDR)
- 1983: Die Doppelzelle – Regie: Sieglinde Scholz-Amoulong (Originalhörspiel, Kinderhörspiel – Rundfunk der DDR)
- 1984: Wette mit Sisyphos – Wette mit Hermes – Regie: Manfred Täubert (Originalhörspiel, Kinderhörspiel – Rundfunk der DDR)
- 1985: Bodo Schulenburg und Helga Pfaff: Die Tage des Drachenliedes – Regie: Rüdiger Zeige (Originalhörspiel, Kinderhörspiel – Rundfunk der DDR)
- 1987: Das Kälbchen und die Schwalbe – Regie: Manfred Täubert (Originalhörspiel, Kinderhörspiel – Rundfunk der DDR)
- 1988: Die Verwandlung des Jacob Bredow oder Die Geheimnisse der Silvia vom Sternsee – Regie: Manfred Täubert (Originalhörspiel, Kinderhörspiel – Rundfunk der DDR)
- 1990: Tecumseh – Regie: Manfred Täubert (Originalhörspiel, Kinderhörspiel – Rundfunk der DDR)

Bearbeitung (Wort):
- 1977/78: Volksdichtung: Das Märchen von den armen Märchen. Hörspiele nach Motiven alter Volksmärchen (5 Folgen) – Regie: Rüdiger Zeige (Hörspielbearbeitung, Kinderhörspiel – Rundfunk der DDR)
- 1979: Józef Ignacy Kraszewski: Die Farnblüte. Hörspiel nach Märchenmotiven des Dichters – Regie: Uwe Haacke (Hörspielbearbeitung, Kinderhörspiel – Rundfunk der DDR)
- 1980: Volkstext: Hadelumpumpump. Hörspiel nach Märchen von der Ostseeküste gesammelt von U. Jahn – Regie: Rüdiger Zeige (Hörspielbearbeitung, Kinderhörspiel – Rundfunk der DDR)
- 1981: Bernard Binlin Dadié: Codjo – Feuersohn – Regie: Uwe Haacke (Hörspielbearbeitung, Kinderhörspiel – Rundfunk der DDR)
- 1982: Bernard Binlin Dadié: Tawelore – Regie: Sieglinde Amoulong (Hörspielbearbeitung, Kinderhörspiel – Rundfunk der DDR)
- 1986: Călin Gruia: Das Märchen vom König Florin – Regie: Norbert Speer (Hörspielbearbeitung, Kinderhörspiel – Rundfunk der DDR)
- 1988/89: Hannu Mäkelä: Vom Pferd, das seine Brille verlor (6 Teile) – Regie: Manfred Täubert (Hörspielbearbeitung, Kinderhörspiel – Rundfunk der DDR)
- 1990: Ernst Moritz Arndt: Das Kater-Katzen-Märchen – Regie: Uwe Haacke (Hörspielbearbeitung, Kinderhörspiel, Kurzhörspiel – Rundfunk der DDR)
- 1991: Ervin Lázár: Auf Peti's Hof sind Löwen – Regie: Manfred Täubert (Hörspielbearbeitung, Kinderhörspiel – Funkhaus Berlin)